# Az Új köztemető nevezetes halottainak listája
Ezen a lapon az Új köztemető nevezetes halottainak listája található, családi név szerinti betűrendben, születési és halálozási évvel, a sírhely pontos megjelölésével kapcsos zárójelben.
| Ábécé szerinti tartalomjegyzék                                                                           |
| --- |
| A, Á B C Cs D Dz Dzs E, É F G Gy H I, Í J K L Ly M N Ny O, Ó Ö, Ő P Q R S Sz T Ty U, Ú Ü, Ű V W X Y Z Zs |

## A, Á
- Abay Gyula (1891–1978) közgazdász, miniszteri tanácsos [46/3-1-308]
- Adorján János (1882–1964) gépészmérnök, a repülés úttörője [5/10-1-58]
- Aggházy Gyula (1850–1919) festőművész [16/6-1-15/16]
- Angyal István (1928–1958) 56-os mártír [301. p.]
- Arthur Arz von Straussenburg (1857–1935) vezérezredes, vezérkari főnök [84-7-31]

## B

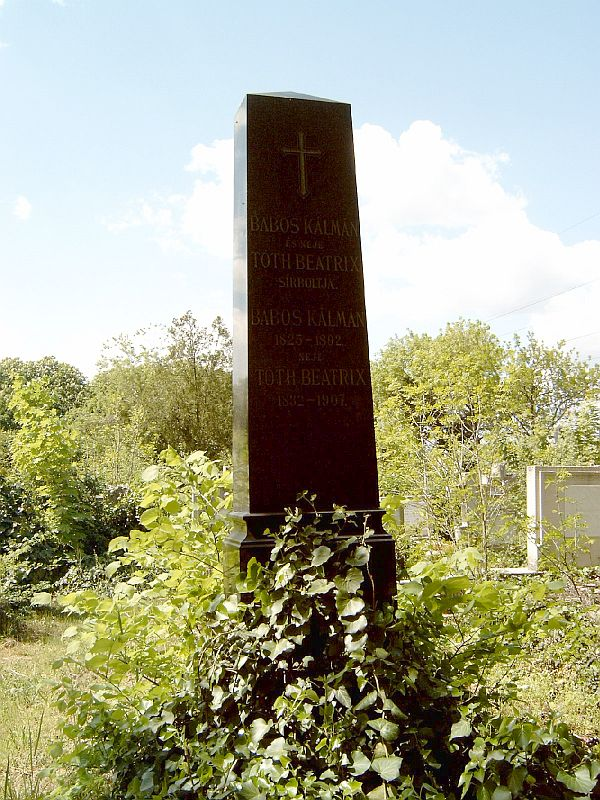
Babos Kálmán sírja. (28-1-126/127.)

- Babos Kálmán (1825–1895) jogász, kúriai tanácselnök [28-1-126/127.]
- Bán Jenő (1919–1979) sakkmester [63/9-1-48]
- Bánfalvy István (1897–1975) repülő vezérőrnagy [16/5-1-28]
- Bányai Etelka (1948-2021) világbajnok kutyatenyésztő, tanár
- Bánky Róbert, id. (1894–1981) színész [17/8-1-87]
- Barta Ernő (1878–1956) festőművész [20-1]
- Bartha János (1915–1991) színész [74/1-1-40]
- Benedek Tibor (1911–1963) színész [5/8-1-17]
- Berki László (1941–1997) cigányprímás [3/2-1-3]
- Bleyer Jakab (1874–1933) írodalom történész [22/1-1-203]
- Bódy Gábor (1945–1985) filmrendező [18/2-1-50]
- Bólya Péter (1944–1993) orvos, író [113/3-8-1]
- Borbély Gyula (1930–1981) karmester [12/1-6-22]
- Borostyánkői (Baldauf) Mátyás (1873–1937) a Mátyás-pince vendéglő alapítója [29/3-1-42K]
- Börzsönyi Kollarits Ferenc (1901–1963) festőművész [153-1-179/180]
- Brada Rezső (1906–1948) koreográfus, balettmester [123-1-27/28]
- Brandi Jenő (1913–1980) olimpiai bajnok vízilabdázó [64/9-1-55]
- Brusznyai Árpád (1924–1958) tanár, 56-os mártír [301 p.]
- Bukovi Márton (1904–1985) labdarúgó [45/III-1-41/42]

## C
- Cebrián László, gróf (1823–1900) főrendiház tagja [28-1-218/219]
- Conrad Gyula (1877–1959) grafikus, festő [6/3-1-105/106]
- Czeyda-Pommersheim Ferenc (1891–1974) sebészfőorvos [7/3-1-3/4]
- Czimra Gyula (1901–1966) festőművész [92-1-61/62]

## Cs

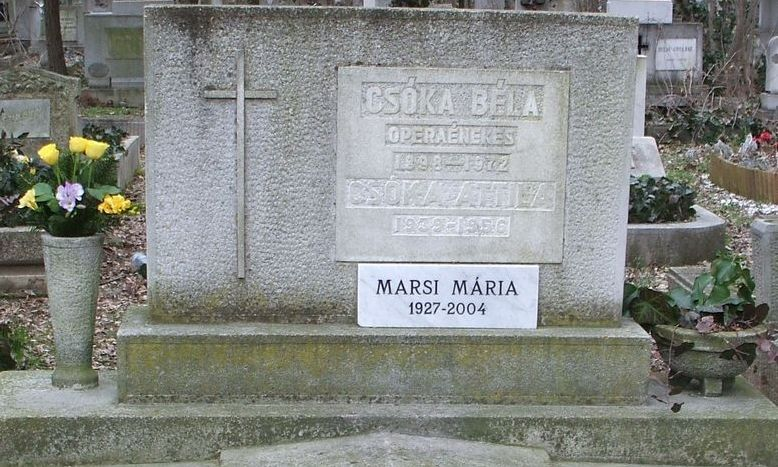
Csóka Béla sírja (156–1–146/147)

- Csiszér János (1883–1953) szobrász [58/6-1-57/58]
- Csóka Béla (1898–1972) operaénekes [156–1–146/147]

## D
- Dedics Ferenc (1873–1929) pionír repülőgép-építő [17/5-1-55]
- Demény Ottó (1928–1975) költő [74/6-1-29]
- Demény Pál (1901–1991) politikus [5/3-1-60]
- Dénes Valéria (1877–1915) festőművész [111-1-135/136]
- Dudás József (1912–1957) lakatos, 56-os mártír [301 p.]
- Dunkl Nepomuk János (1832–1910) zongoraművész, zeneműkiadó [28-1-153/154]

## E

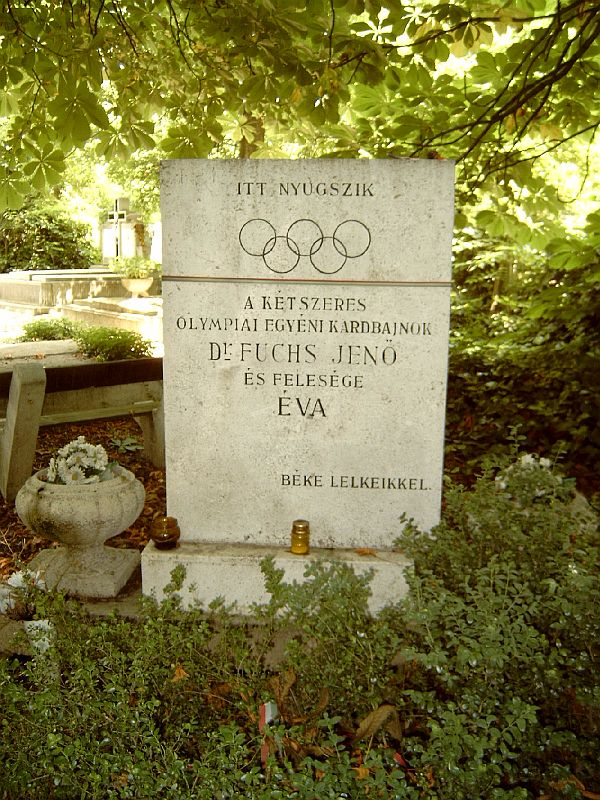
Fuchs Jenő sírja (23-1-109/110.)

- Eötvös Gábor (1921–2002) zenebohóc, artista [36/III-I-1/2]
- Érdi Krausz György (1899–1972) mérnök, geodéta [58/8-1-85/86]
- Erdős Renée (1879–1956) írónő [29/1-1-81]

## F
- Fábián Rózsa (1925–2021) képzőművész
- Faragó Jenő (1872–1940) újságíró [46/3-1-170]
- Farkas Árpád (1877–1943) mérnök, a Fővárosi Csatornázási Művek vezetője [16/5-1-15/16]
- Farkas Gyula (1905–1963) színművész [37/11-1-55/56]
- Fáy Lóránt (1906–1945) festő, grafikus, szobrász [28-I/a-45/46]
- Feszty Adolf (1846–1900) építész [16/II-1-1/2]
- Flach János (1902–1965) belsőépítész [33/2-1-26/27]
- Flesch János (1933–1983) nemzetközi nagymester sakkozó
- Folkusházy Lajos (1868–1939) Budapest alpolgármestere [16/5-1-42/43]
- Fornet Kornél (1818–1894) mérnök, honvédőrnagy [128-1-92/93]
- Fónay Jenő (1926–2017) 1956-os forradalom [300-as parcella]
- Francia Kiss Mihály (1887–1957) Rongyos Gárda parancsnoka [301 p.]
- Fuchs Jenő (1882–1955) olimpiai bajnok vívó [23-1-109/110]

## G

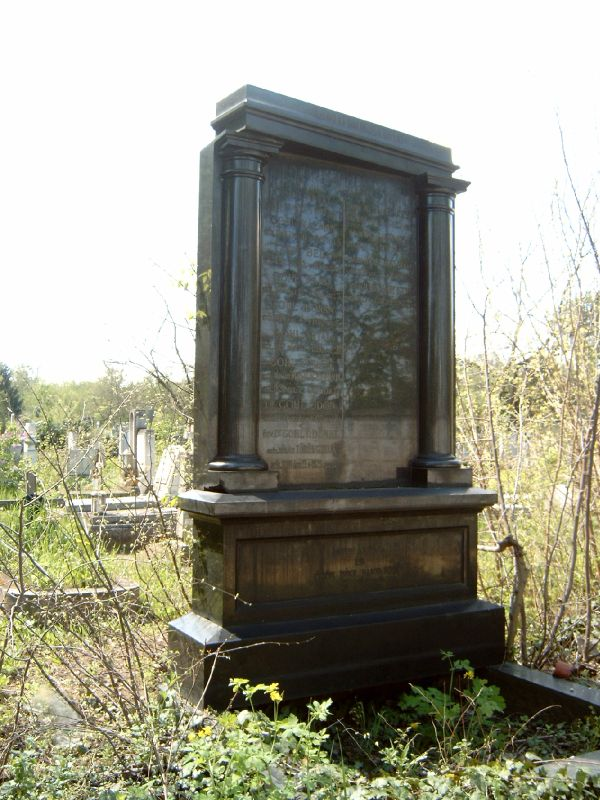
Gohl Ödön sírja Budapesten. Új köztemető: 16/15-1-18/19.

- Galimberti Sándor (1883–1915) festőművész [111-1-135/136]
- Garay Ákos (1866–1952) festőművész [34-1-14]
- Gárdos Mária (1885–1973) író, újságíró [5. parcella]
- Gecse János (1894–1938) Vasas Kórus elnöke [4/7-8-11]
- Gerlóczy Gyula (1837–1893) jogász [16/3-1-15/36]
- Gimes Miklós (1917–1958) újságíró, 56-os mártír [300 p.]
- Gidai Erzsébet (1940-2008) közgazdász, jövőkutató, egyetemi tanár [38/1-7/11]
- Gohl Ödön (1859–1927) numizmatikus [16/15-1-18/19]
- Goldoványi Béla (1925–1972) atléta [58/8-1-33/34]
- Granek István (1926–1971) kajak-kenu mesteredző [33/4-1-79]
- Gromon Dezső (1838–1912) politikus, államtitkár [28-1-212/213]

## Gy
- Gyenge Árpád (1925–1979) színész [14-U-433]
- Gyurkovics Tibor (1931–2008) költő, író [37/K-1]

## H

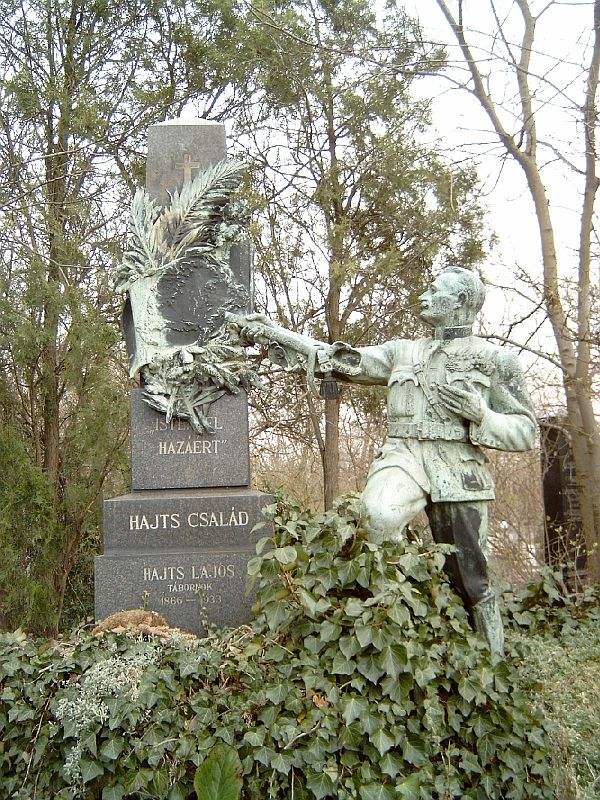
Hajts Lajos sírja (29/2-1-22-K.)

- Hadics László (1927–1991) színész [65/2-14-1]
- Hajts Lajos (1866–1933) geográfus [29/2-1-22-K]
- Háry László (1890–1953) repülős vezérőrnagy [301 p.]
- Hauer Rezső (1865–1951) cukrászmester, a Hauer Cukrászda megalapítója [16/10-1-25]
- Hazay Ernő (1819–1889) újságíró, 1848-1849-es honvédtiszt [28-1-50/51]
- Herczeg Jenő (1886–1961) színész [17/13-1-29]
- Hints Elek (1893–1966) orvostörténész [49/1-97/98]
- Hollendonner Ferenc (1882–1935) botanikus, paleontológus [33/4-1-31]
- Horák Jenő (1904–1951) jogász professzor
- Horváth Pál (1821–1877) honvéd alezredes [28-1-143/144]

## I
- Ignácz Rózsa (1909–1979) író, színésznő [63/8-1-90]
- Ihász Gábor (1946–1989) dalszerző, énekes [92/II-1-7]
- Ijjas Jankovits Antal (1906–1980) író [64/VIII-1-45]

## J
- Járóka Sándor, id. (1922–1984) zenekarvezető prímás [32/1-1-1]
- Ifj. Járóka Sándor (1954–2007) hegedűművész [32/1-1-1]

## K
- Kaposi Edit (1923–2006) néptánckutató [20-5-1]
- Károlyi Béla (1921–1960) színész [71/0-1-123]
- Keresztes Lajos (1900–1978) olimpiai bajnok birkózó [34-körönd-1-6]
- Kéthly Anna (1889–1976) szociáldemokrata politikus [300 p.]
- Kiss Gyula (1916–1959) válogatott labdarúgó[forrás?]
- Kochmeister Frigyes, báró (1816–1907) nagykereskedő, Budapesti Kereskedelmi és Iparkamara elnöke [16/14-1-12/13]
- Komár László (1944-2012) énekes [63/V-1-60]
- Kopácsi Sándor (1922–2001) rendőrtiszt, 1956-os Nemzetőrség parancsnoka [300 p.]
- Kovács Géza (1928-2009) közgazdász, egyetemi tanár [76/21-11]
- Kovács Sándor (1869–1942) evangélikus püspök, egyháztörténész [16/2-1-4]
- Kovai Lőrinc (1912–1986) író, újságíró [23-1-9/10a]
- Kraft Gizella (1918–2006) színművész (Kemény Gizi) [74/1-1-40]
- Kuharszki Béla (1940-2016) válogatott labdarúgó, az Újpest játékosa

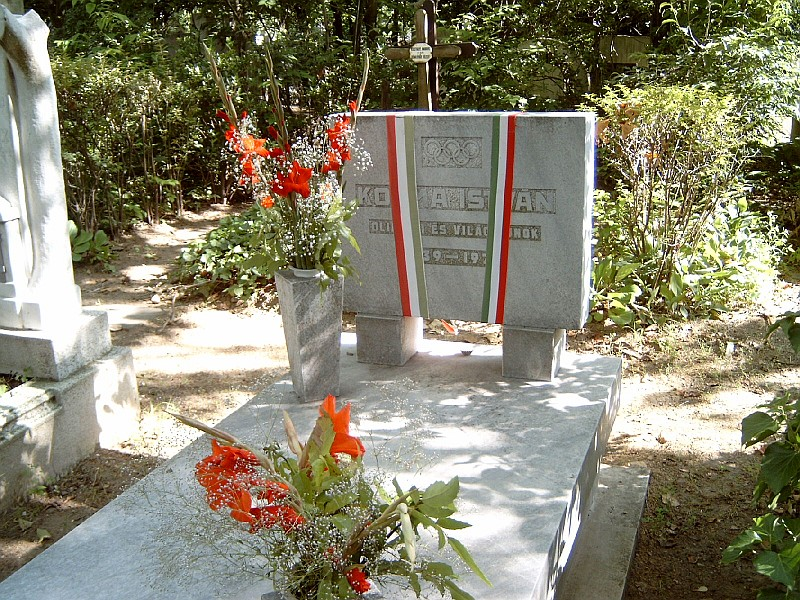
Kozma István sírja (47/1-1-20.)

- Kozma István (1939–1970) olimpiai bajnok birkózó [47/1-1-20]
- Kratochvil Károly (1869–1946) katona [16/5-1-40]
- Kvasz András (1883–1974) pilóta, repülőgép-szerelő [46/4-1-297/298]

## L
- Laborcz Ferenc (1908–1971) szobrász [33/4-1-194]
- Ladomerszky Margit (1904–1979) színésznő [158/11-1-9]
- Lakatos Vince (1911–1970) cigányprímás [90/1-1-7]
- ifj. Lakatos Vince (1941–1988) előadóművész, zenekarvezető [90/1-1-7]
- Lantos Mihály (1928–1989) olimpiai bajnok labdarúgó [39/4-9-1]
- Lavotta Rezső (1876–1962) karmester, zeneszerző [15/1-1-1/2]
- Leszkay András  (1863-1928) színházigazgató, vendéglős
- Lohr Ferenc (1871–1946) festőművész [18/7-1-100]
- Losonczy Géza (1917–1957) újságíró, 56-os mártír [300 p.]
- Lukachich Géza, báró (1865–1943) altábornagy, Budapest katonai parancsnoka (1918, 4 napig) [29/2-1-14K]
- Lux Kálmán (1880–1961) építész [89-2-57]

## M
- Maléter Pál (1917–1958) 1956-os hadügyminiszter, mártír [300 p.]
- Mándy György (1913–1976) agrobotanikus [103/11-1-14]
- Mansfeld Péter (1941–1959) szakmunkástanuló, 56-os mártír [301 p.]
- Maróthy József (1887–1955) olimpiai 4. helyezett birkózó [28/1-31]
- Melles Emil (1857–1932) görögkatolikus pap, egyházi író [138/6-1-3/4]
- Mudrony Soma (1841–1897) jogász, ipartestületi igazgató [32-körönd-1]
- Murgács Kálmán (1893–1966) nótaszerző [34/II-1-257]

## N

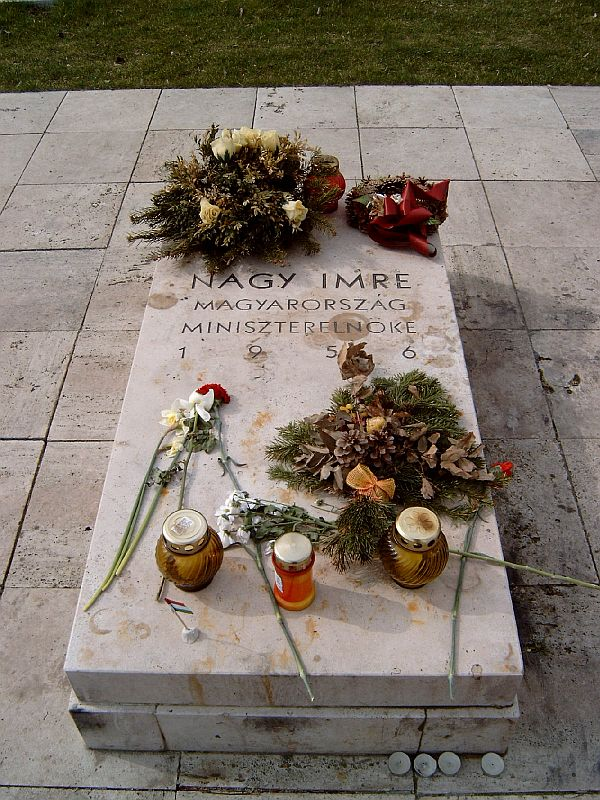
Nagy Imre sírja Budapesten. Új köztemető: 301. parcella, 23. sor

- Nadányi Zoltán (1892–1955) költő, író [139/3-1-40]
- Nagy György (1953–2017) televíziós műsorvezető, szerkesztő
- Nagy Imre (1896–1958) politikus, miniszterelnök, 1956-os mártír [301 p.]
- Négyesy László (1861–1933) irodalomtörténész, esztéta, az MTA tagja [22/2-1-9]
- Nékám Sándor (1827–1885) matematikus [22/2-1-9]

## O
- Olgyay Miklós (1904–1958) növénypatológus [7/7-1-123/124]
- Orosdy Lajos (?–?) mérnök [34-1-2. sírbolt][1]
- Ősz Gábor (1967-2017)[2]  - történész, író, tanár, sakkoktató [9/79-1-3]

## P
- Pálinkás-Pallavicini Antal (1922–1957) honvéd őrnagy, 56-os mártír [301 p.]
- Pámmer János (1883–?) festőművész [156/X-1-51]
- Pázmán Ferenc (1873–1965) színész [21/IV-1-299/300]
- Pekár Imre (1838–1923) gépészmérnök [28-1-184/185]
- Pelikán József (1913–1969) építészmérnök [21-1-47/48]
- Pechan Alfonz (1902–1994) szótárkészítő eszperantista
- Pesty Frigyes (1823–1889) történész [114/10-1-70]
- Procopius Béla (1868-1945) politikus, nagykövet, miniszter, numizmatikus [21/2-1-15]
- Prodam Guidó (1882–1948) a kezdeti magyar repülés pilótája és gépszerkesztője [16/15-1-32]
- Prókai István (1920–1983) színész [49/4-1-54]
- Prunner Ilona (1884–1953) gobelinművész [77/4-1-4]

## R
- Rabinovszky Máriusz (1895–1953) művészettörténész [33/1-1-124]
- Rácz Laci (1867–1943) cigányprímás [2/5-1-89]
- Radnai József (1895–1963) festőművész [5/8-1-13]
- Rády József (1884–1957) olimpiai bajnok vívó [29/3-1-37K]
- Ranschburg Pál (1870–1945) ideggyógyász [29-2-135/136]
- Rázsó István (1904–1964) gépészmérnök, magyarországi mezőgazdaság gépesítésének kidolgozója [47/4-1-14]
- Roubal Rezső (1907–1985) zenekari ütőhangszer művész [111-1-95/96]
- Roubal Vilmos (1877–1968) karnagy [111-1-95/96]

## S

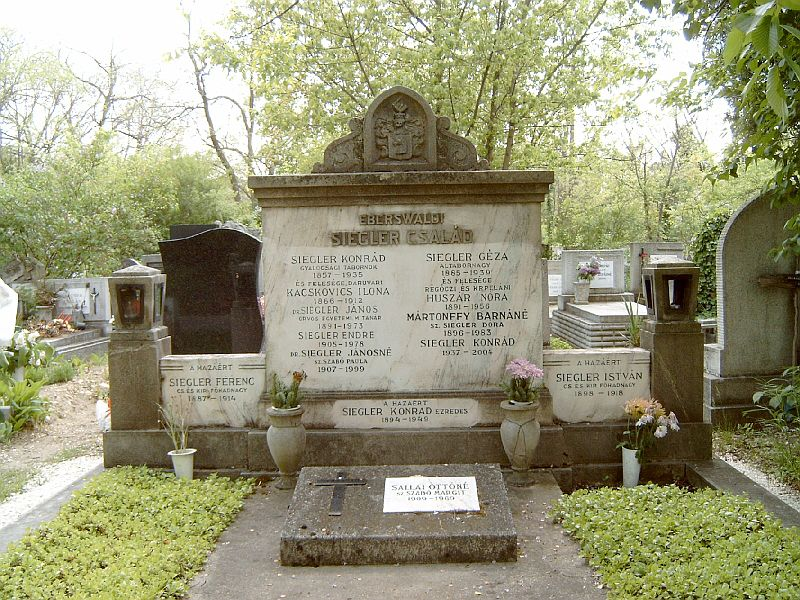
Siegler Konrád ezredes és családjának sírja Budapesten. Új köztemető: 29/2-1-22K.

- Sárközi István (1947–1992) olimpiai bajnok labdarúgó [65/1-4-3]
- Saxlehner András (1815–1889) "Hunyadi János keserűvíz" felfedezője és forgalmazója [16/1-1-35/36]
- Schaffer Károly (1864–1939) ideg-elmegyógyász [16/5-1-46/47]
- Schneider Lajos (1894–1968) állatorvos, immunológus [123/9-1-44]
- Sidló Ferenc (1882–1954) szobrász [16/4-1-5]
- Siegler Konrád (1857–1935) tábornok [29/2-1-22K.]
- Siménfalvy Sándor (1892–1988) színész [74-1-43/44]
- Sipeki Levente (1937–1985) balettművész [79/10-1-1]
- Surányi-Unger Tivadar (1898–1973) jogász [48/4-1-23/24]
- Svachulay Sándor (?1875–1954) géplakatos, a magyar repülés úttörője [10-1-1]

## Sz
- Szabó János (1897–1957) gépkocsivezető, 56-os mártír [301. p.]
- Szálasi Ferenc (feltételezhetően) (1897-1946) <298-23. sor >
- Szalay Karola (1911–2001) balett-táncos, balettmester [22/3-1-21]
- Szegedi Molnár Géza (1906–1970) festőművész [90/11-1-35]
- Székely Aladár (1870–1940) fotóművész [47/1-1-6]
- Szénási Ernő (1924–1982) színész [97/10-1-10]
- Szendrey Zsigmond (1879–1943) etnográfus [16/2-2-12]
- Szentpál Olga (1895–1968) táncpedagógus [33/1-1-124]
- Szilvásy Miklós (1925–1969) olimpiai bajnok birkózó [33/2-1-172]
- Szlezák László (1870–1953) harangöntőmester [114/X-1-51]
- Sződy Szilárd (1878–1939) szobrász [48/12-1-31/32]
- Szőllősy Kálmán (1887–1976) fotográfus [91/7-1-20]
- Szűcs Sándor (1921–1951) labdarúgó [298]
- Szvetenay Miklós (1833–1894) kereskedelmi és váltójogász [16/14-1-18/19]

## T

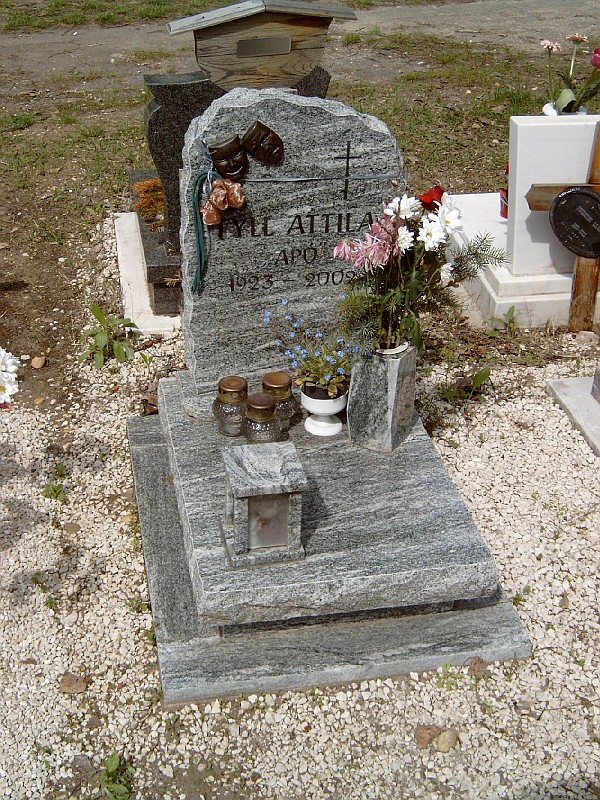
Tyll Attila sírja (113/1.)

- Takács Károly (1910–1976) olimpiai bajnok sportlövő [75/2-1-35]
- Takács Sándor (1886–1912) pilóta, a magyar repüléstörténet első áldozata [16/10-4-4]
- Tasnádi Nagy András (1882–1956) politikus, igazságügyi miniszter (1938–39) [301 p.]
- Thék Endre (1842–1919) bútorasztalos, a magyar nagyüzemi bútorgyártás megteremtője [30-körönd-1]
- Tomori Anasztáz (1824–1894) mérnök, tudományos és művészeti mecénás [16/4-1-39/40]
- Toronyi Gyula (1872–1945) operaénekes [28-7-36]
- Tóth Balázs (1977–2020) az LMP kőbányai önkormányzati képviselője, zöldpolitikus, lokálpatrióta [21/III-1-30-31]
- Tóth Ilona (1932–1957) orvostanhallgató, 56-os mártír [301 p.]
- Tóth Lajos (1922–1951) vadászpilóta (101. Puma vadászosztáy), Puma perben halálraítélve és kivégezve [298 p.]
- Tóth Rózsa (1928–1985) művészettörténész [32/1-26-1]
- Tóváry Pál (1899–1983) színész, színigazgató [58/VIII-1-103/104]
- Török Gábor (1922-2001) alezredes, közgazdász [9/79-1-2]
- Tyll Attila (1923–2002) színész [113/1-0-2-19]

## U
- Unger Mátyás (1921–1985) történész [32/II-12-24]
- Utry Anna (1907–1968) nóta-énekes [46-I-1-266]

## V
- Vadnay Dezső (1894–1977) újságíró, író [155-1-123/124]
- Varga Béla (1889–1969) orvos, birkózó [67-1-51/52]
- Varga Márton (1886–1952) kertész [73-1/A-30]
- Varsányi Irén (Szécsi Illésné; 1876–1932) színésznő [22/2-1-1]
- Vass Lajos (1927–1992) karnagy [20-5-1]
- Vörösmarty Lili (László Endréné; 1924–1964) színésznő [21/1-1-254/A]

## W
- Wagner Dániel (1800–1890) gyógyszerész [28-1-102/103]